# Jacek Żakowski
Jacek Wojciech Żakowski (sinh ngày 17 tháng 8 năm 1957 tại Warsaw) là một nhà báo và tác giả người Ba Lan.

## Tiểu sử
Jacek Żakowski  tốt nghiệp Khoa báo chí và chính trị học tại Đại học Warsaw vào năm 1981. Jacek Żakowski là phát ngôn viên của Câu lạc bộ Nghị viện Công dân trong gia đoạn 1989–1991. Ông là một trong những người sáng lập Gazeta Wyborcza và là chủ tịch đầu tiên của Cơ quan Thông tin Ba Lan (1991–1992).

## Chương trình phát thanh và truyền hình

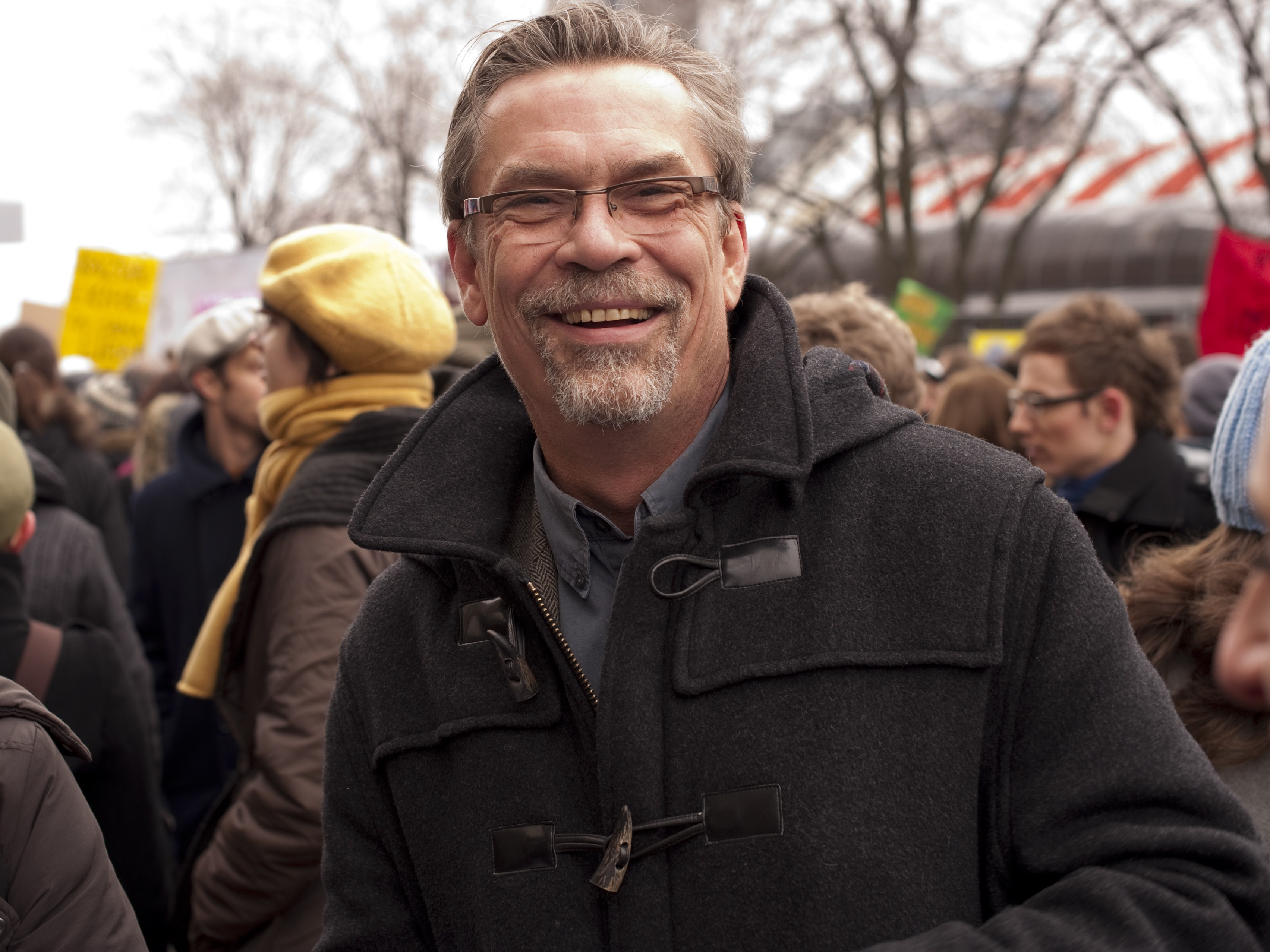
Jacek Żakowski (2009)

- Kawa czy herbata? (Coffee or tea?) trên kênh TVP1
- Tok Szok (cùng Piotr Najsztub) trên kênh TVP2
- Tischner czyta katechizm
- Autograf
- Khách mời của chương trình Radio ZET trên kênh Radio Zet
- Tok2Szok (cùng Piotr Najsztub) trên kênh TV4

## Tác phẩm tiêu biểu
- Rozmowy o Evereście (1982, z L. Cichym i K. Wielickim)
- Anatomia smaku czyli rozmowy o losach zespołu Tygodnika Powszechnego w latach 1953–1956 (1986, w drugim obiegu)
- Wyzwania: wypisy z lektury nauczania społecznego papieża Jana Pawła II (1987, z ks. J. Chrapkiem),
- Rozmowy z lekarzami (1987)
- Rok 1989 – Bronisław Geremek opowiada, Jacek Żakowski pyta (1990)
- Trzy ćwiartki wieku: rozmowy z Jerzym Turowiczem, Kraków 1990.
- Między Panem a Plebanem (1995, z A. Michnikiem i ks. J. Tischnerem)
- PRL dla początkujących (1995, z J. Kuroniem)
- Tischner czyta Katechizm (1996, z ks. J. Tischnerem)
- Co dalej, panie Mrożek? (1996)
- Siedmiolatka, czyli Kto ukradł Polskę? (1997, z J. Kuroniem)
- Pół wieku pod włos, czyli Życie codzienne „Tygodnika Powszechnego" w czasach heroicznych (1999)
- Mroczne wnętrza: uwięziony Prymas prywatnie w oczach współwięźniów i swojej siostry (2000)
- Rewanż pamięci (2002)
- Trwoga i nadzieja. Rozmowy o przyszłości (2003)
- Anty-TINA. Rozmowy o lepszym świecie, myśleniu i życiu (2005)
- Koniec (2006)
- Nauczka (2007)
- Zawał. Zrozumieć kryzys (2009)

## Giải thưởng
- Huân chương Polonia Restituta (2014)
- Award of the Association of Polish Journalists (1987)
- Giải thưởng Adolf Bocheński (1986)
- Giải thưởng Ksawery Pruszyński (1988)
- Nhà báo của năm (1997)
- Giải thưởng Wiktor (1997)